# Штернберг (Померания)
Штернберг (нем. Sternberg, пол. Gwiazdów) — город в Германии, в земле Мекленбург-Передняя Померания.
Входит в состав района Пархим. Подчиняется управлению Штернбергер Зеенландшафт. Население составляет 4340 человек (на 31 декабря 2010 года). Занимает площадь 67,67 км². Официальный код — 13 0 60 073.
Город подразделяется на 7 городских районов.